# (10584) Ferrini
(10584) Ferrini (1996 GJ2) – planetoida z pasa głównego asteroid okrążająca Słońce w ciągu 3,7 lat w średniej odległości 2,39 j.a. Odkryta 14 kwietnia 1996 roku.